# Jan Montwid Białłozor
Jan Montwid Białłozor herbu Wieniawa – sędzia ziemski i ziemiański szawelski w latach 1792–1794, pisarz ziemski repartycji telszewskiej/szawelskiej w 1790 roku, marszałek konfederacji Księstwa Żmudzkiego w 1792 roku, starosta kojrański.